# 110.º Congreso de los Estados Unidos
El 110.º Congreso de los Estados Unidos fue la reunión del Poder Legislativo del gobierno federal de los Estados Unidos, entre el 3 de enero de 2007, y el 3 de enero de 2009, durante los dos últimos dos años del segundo término del Presidente George W. Bush. Estuvo compuesto por el Senado y la Cámara de Representantes. El prorrateo de escaños en la Cámara fue basado en el Censo de EE. UU. de 2000.
El Partido Demócrata controló una mayoría en ambas cámaras por primera vez desde el final del 103.º Congreso en 1995. Aunque los demócratas tenían unos 50 escaños en el Senado, ellos tenían una mayoría operacional de los senadores debido a las dos senadores cívicos escogidos en una asamblea congresional junto con los demócratas para propósitos organizativos. Ningún escaño demócrata pasó al Partido Republicano de Estados Unidos en las elecciones de 2006. La Demócrata Nancy Pelosi se convirtió en la primera mujer como Presidente de la Cámara. La Cámara también tuvo su primer miembro musulmán y el primer budista en el Congreso.